# Elvin Bishop
Elvin Bishop (* 21. října 1942) je americký zpěvák a kytarista. Poté, co v roce 1963 dokončil studium fyziky na Chicagské univerzitě, začal hrát v kapele Paula Butterfielda. V červnu roku 1969 vystoupil se skupinou Grateful Dead. Téhož roku vydal své první sólové album. Vlastních nahrávek v pozdějších letech vydal ještě řadu. Rovněž spolupracoval s Alem Kooperem a Marií Muldaur, stejně jako s Johnem Lee Hookerem.

## Sólová diskografie
- The Elvin Bishop Group (1969)
- Feel It! (1970)
- Rock My Soul (1972)
- Let It Flow (1974)
- Juke Joint Jump (1975)
- Struttin' My Stuff (1975)
- The Best of Elvin Bishop: Crabshaw Rising (1975)
- Hometown Boy Makes Good! (1976)
- Hog Heaven (1978)
- Is You Is or Is You Ain't My Baby (1981)
- Big Fun (1988)
- Don't Let the Bossman Get You Down! (1991)
- Ace in the Hole (1995)
- The Skin I'm In (1998)
- Party Till the Cows Come Home (2004)
- Gettin' My Groove Back (2005)
- The Blues Rolls On (2008)
- Little Smokey Smothers & Elvin Bishop: Chicago Blues Buddies (2009)
- Red Dog Speaks (2010)
- Can't Even Do Wrong Right (2014)